# Rinorea dewitii
Espèce
Rinorea dewitii Achound. est une espèce de plantes à fleurs de la famille des Violaceae et du genre Rinorea, endémique du Cameroun.

## Étymologie
Son épithète spécifique dewitii rend hommage au botaniste néerlandais Hendrik Cornelis Dirk de Wit.

## Description
C'est un arbuste pouvant atteindre 5 m de hauteur.

## Distribution
Endémique, assez rare, l'espèce a été observée au Cameroun dans trois régions (Sud, Littoral, Sud-Ouest, notamment dans la réserve forestière de Mokoko au pied du Mont Cameroun, jusqu'à Ndjabilobi, à l'est de Kribi).